# Misano Adriatico
Misano Adriatico är en kommun i provinsen Rimini i regionen Emilia-Romagna på italienska östkusten. Kommunen hade 13 400 invånare (2018). Misano Adriatico ligger en dryg mil söder om den kända semesterorten Rimini utmed Adriatiska havets kust. Staden är mest känd för racingbanan Misano World Circuit.